# Sånglärkan 6

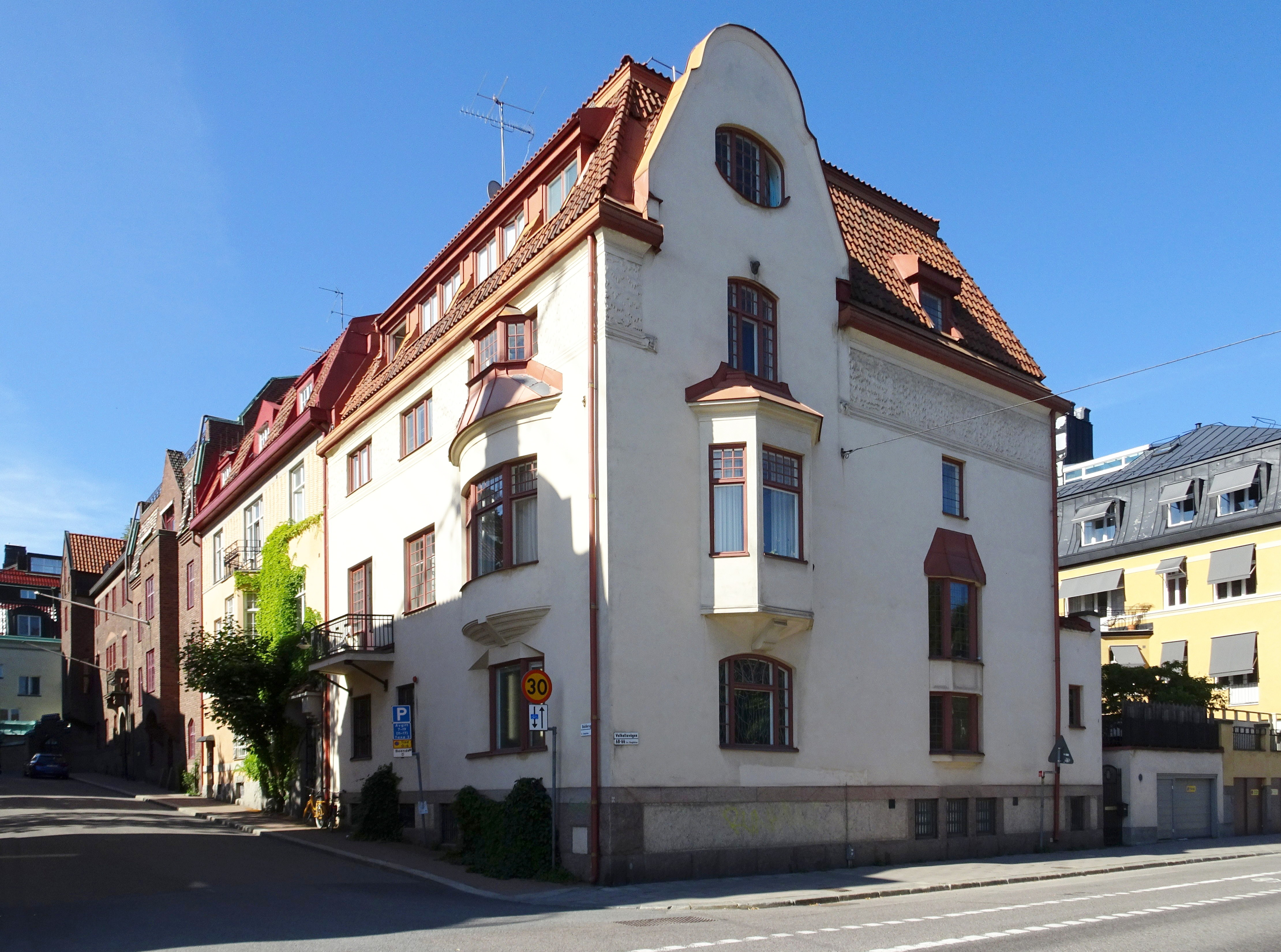
Sånglärkan 6, från Valhallavägen hörnet Baldersgatan, augusti 2022.

Sånglärkan 6 är en kulturhistoriskt värdefull före detta villabyggnad i kvarteret Sånglärkan i Lärkstaden på Östermalm i Stockholm. Denna stadsvilla i hörnet Valhallavägen 68 / Baldersgatan 9 ritades 1909 av arkitekten Per Olof Hallman för sig och sin familj. Fastigheten är blåmärkt av Stadsmuseet i Stockholm vilket är den högsta klassen och innebär "att bebyggelsen bedöms ha synnerligen höga kulturhistoriska värden". Sedan 1996 nyttjas byggnaden som studiecentrum och studenthem.

## Bakgrund

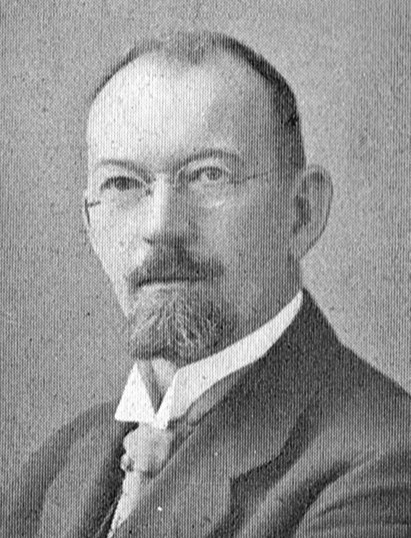
Byggherren Hallman.

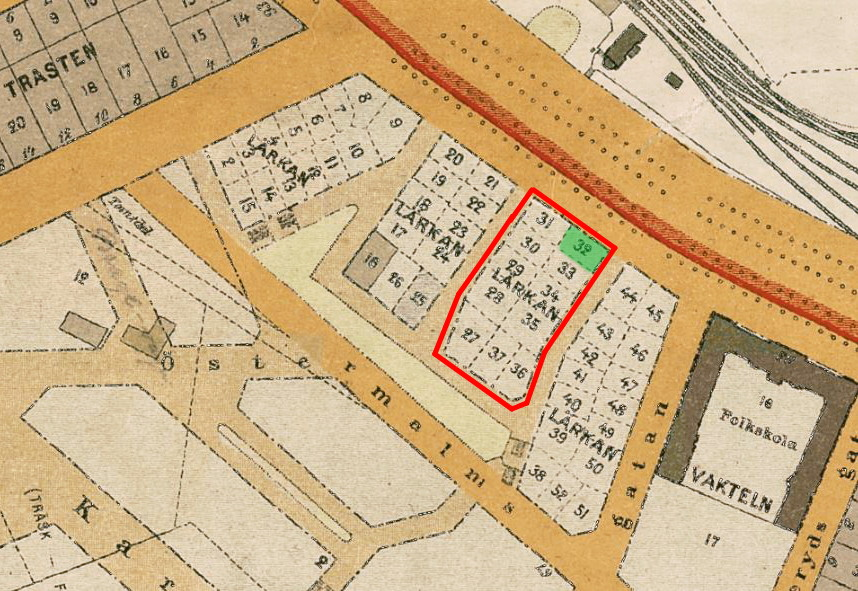
Före detta kvarteret Lärkan 1909 med nuvarande Sånglärkan 6 (grön)

Lärkstadens stadsplan upprättades av stadsplaneraren Per Olof Hallman. År 1902 framlade han ett förslag för de oexploaterade kvarteren Lärkan och Domherren i området. I kvarteret Domherren avsattes mark för den kommande församlingskyrkan (Engelbrektskyrkan) och i kvarteret Lärkan ville Hallman skapa en ny villastad, med sammanbyggda enfamiljshus i två till tre våningar. Till varje hus skulle det finnas en liten trädgård. De kom dock att skiljas åt av murar vilket inte motsvarade trädgårdsstadens idéer.
Hallman själv hyste, enligt dottern, en särskild förkärlek för Lärkstaden. År 1909 förvärvade han i hörnet vid dåvarande Valhallavägen 81 (nuvarande 68) tomten nr 32 i kvarteret Lärkan (sedermera namnändrad till Sånglärkan 6). Säljare var Stockholms stad och tomten utgjorde 322 kvadratmeter "å fri och egen grund". I motsats till de flesta andra villor i lärkan-kvarteren, som sammanbyggdes med sina grannhus, bildade Sånglärkan 6 gavelhuset i raden Sånglärkan 6–9. Till fastigheten hörde också en mindre trädgård i nordväst. 
Här ritade Hallman sin eleganta jugendvilla med nationalromantiska inslag. Huset uppfördes av byggmästaren och byggnadsingenjören Erik Lindqvist som samtidigt bebyggde Sånglärkan 10 i samma kvarter för affärsmannen Paul U. Bergström.

## Byggnadsbeskrivning

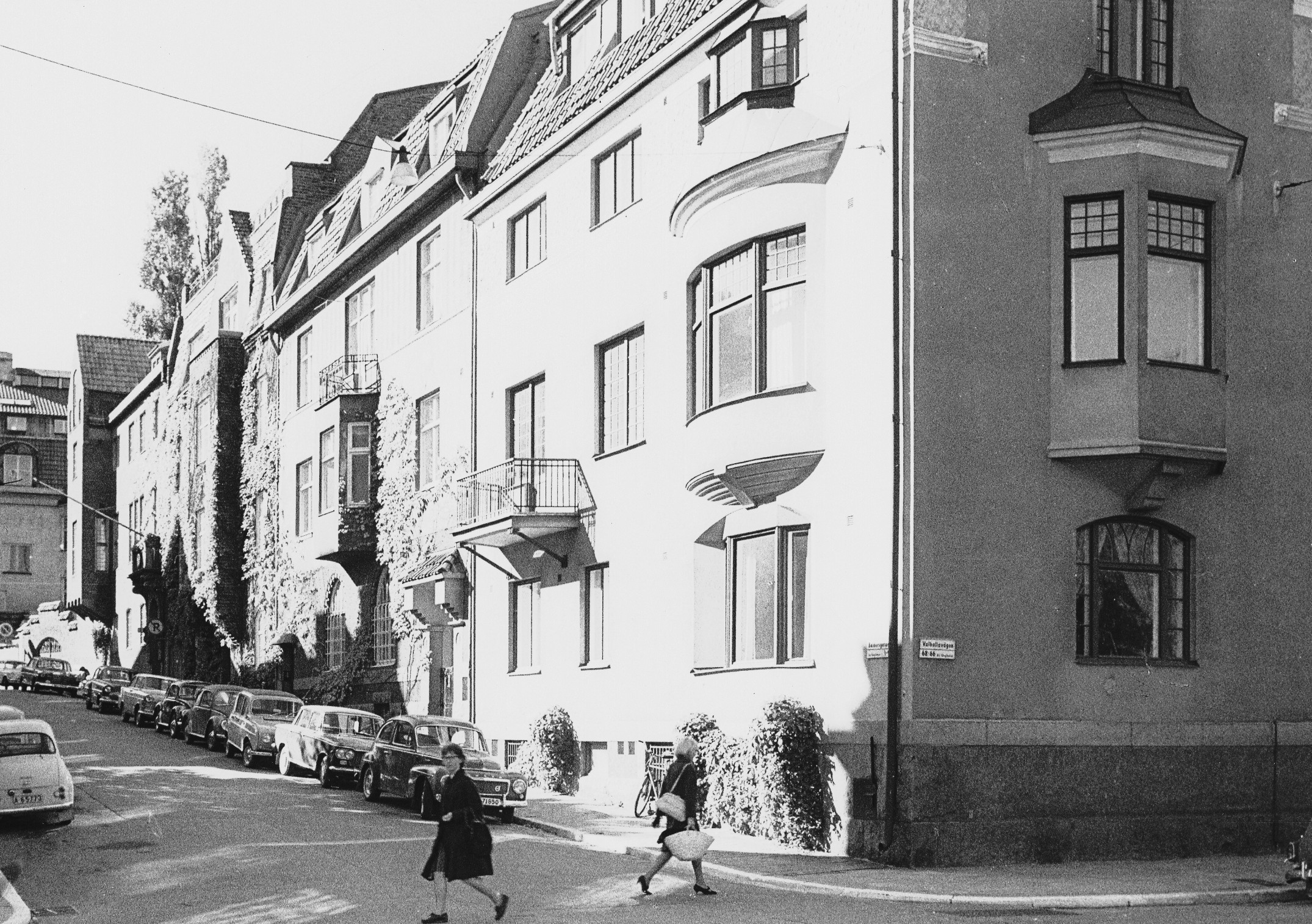
Baldersgatan söderut med Sånglärkan 6 (närmast) 1963.

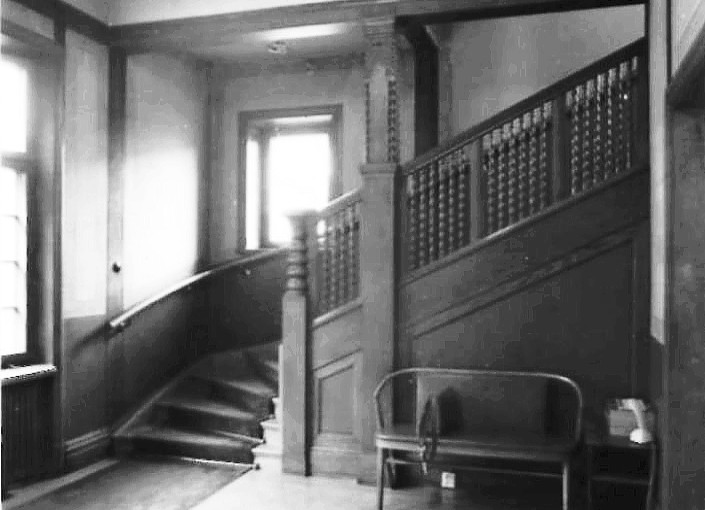
Huvudtrappan på 1960-talet.

### Exteriör
Hallmans villa fick tre våningar med inredd vind och hel källare under ett valmat tegeltak. Huset är i söder sammanbyggt med grannfastigheten Sånglärkan 7 som tillkom några är senare och som beställdes samt beboddes av film- och teatermannen Anders Sandrew.
Husets fasader är byggda i tegel men Hallman valde att låta fasaderna ytbehandla med grå terrasitputs som smyckas av partier med rustik putsdekor. Sockeln består dels av natursten, dels av en spritputsat yta. Karakteristiskt för huset och tidens arkitektur är osymmetrisk placerade fönster och dörrar, stora takvolymer och småspröjsade fönster. Det finns flera dekorativa burspråk och någon enstaka balkong. Vindsutrymmen fick dagsljus genom en rad takfönster och ett ovalt fönster i den uppdragna gaveln mot Valhallavägen. Till huset hör en mindre trädgård som ansluter i väster.

### Interiör
Av ursprunglig inredning återstod vid Stadsmuseets inventering 1977 i hallen hög panel av polerad björk med sniderier i form av växtornament, samt pardörrar av björk mot före detta matsalen. I ena hörnet märks en öppen spis av gulflammig marmor som går ton-i-ton med björkpanelen. Trappa till övre våningarna är av ek med svarvade räckesstolpar. Ett vitmålat och delvis kryssvälvt tak med dekorationsmålningar finns i själva trappan. I P.O. Hallmans arbetsrum på vindsvåningen återstod helfranska enkeldörrar med dekorativ målning på två dörrspeglar, den ena med texten "Privat", sannolikt utförd av Hallman själv. 
I huset anordnades tre trappor. Utöver huvudtrappan fanns en kökstrappa som gick från källarvåningen till vinden och ytterligare en trappa som sammankopplade bottenvåningen med våningarna 1 och 2 trappor. Rumshöjden varierar mellan cirka 3,5 meter i sällskapsvåningen (bottenvåningen) och cirka 3 meter i sovrumsvåningen ((våning 2 trappor). En mathiss gick genom samtliga våningar. En mindre personhiss installerades 1919. Interiörerna blev i samband med en ombyggnad på 1920-talet delvis nyinredda eller nydekorerade. I före detta matsalen inreddes ett litet kapell när huset blev katolskt studenthem.

### Rumsfördelningen 1910
- Källarvåning: pannrum, vedkällare, tvättstuga med tork- och strykrum, matkällare samt slöjdbod och materialbod
- Bottenvåning: stor entréhall med kapprum, rymligt kök, serveringsrum, matsal och jungfrukammare.
- Våning 1 tr: Vardagsrum, herrns- respektive fruns rum.
- Våning 2 tr: Sov- och gästrum, barnkammare samt badrum.
- Vind: Hallmans ritkontor, arkiv och liknande.

Hallmans originalritningar från 1906, fasader och sektion
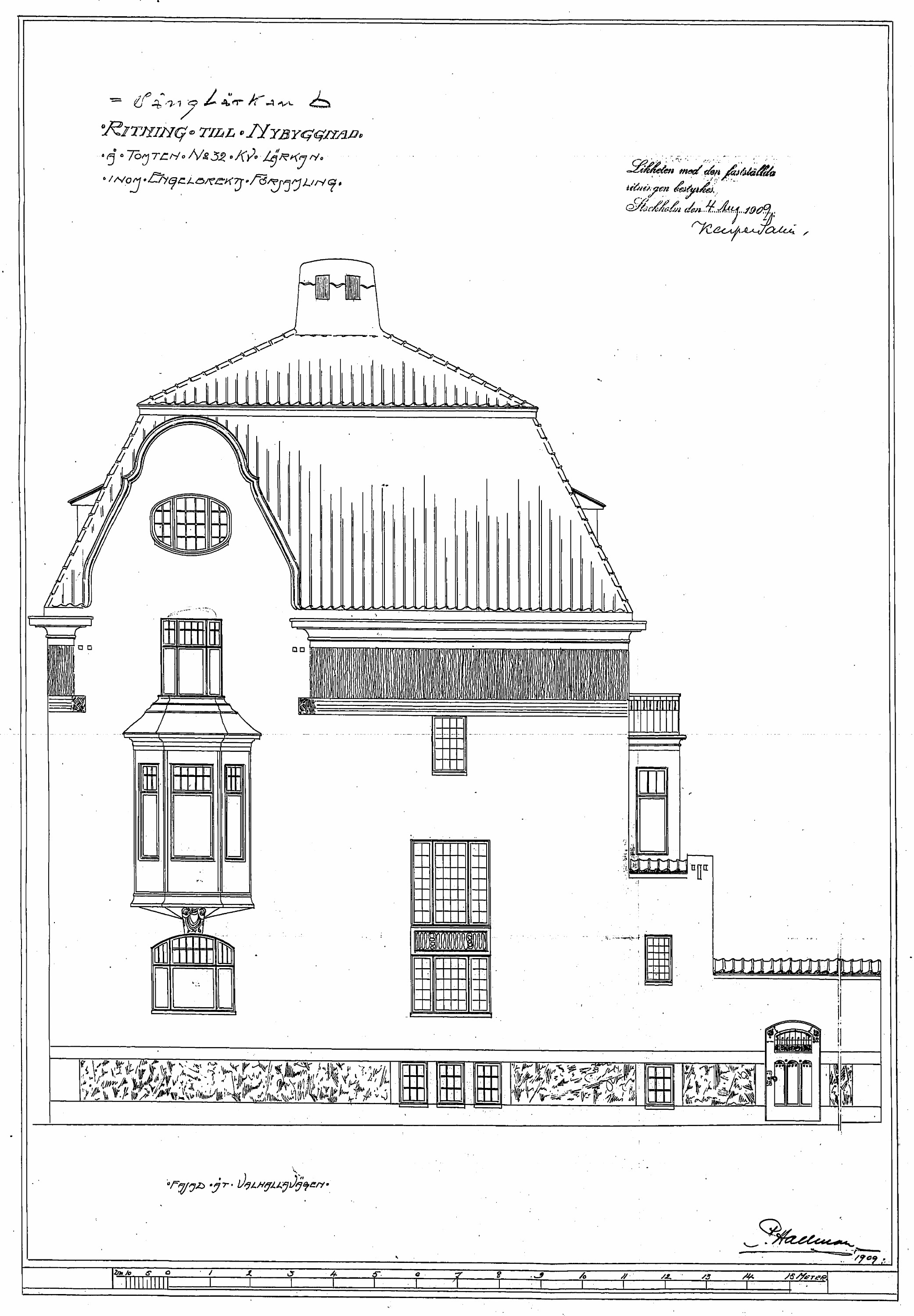
Mot Valhallavägen.
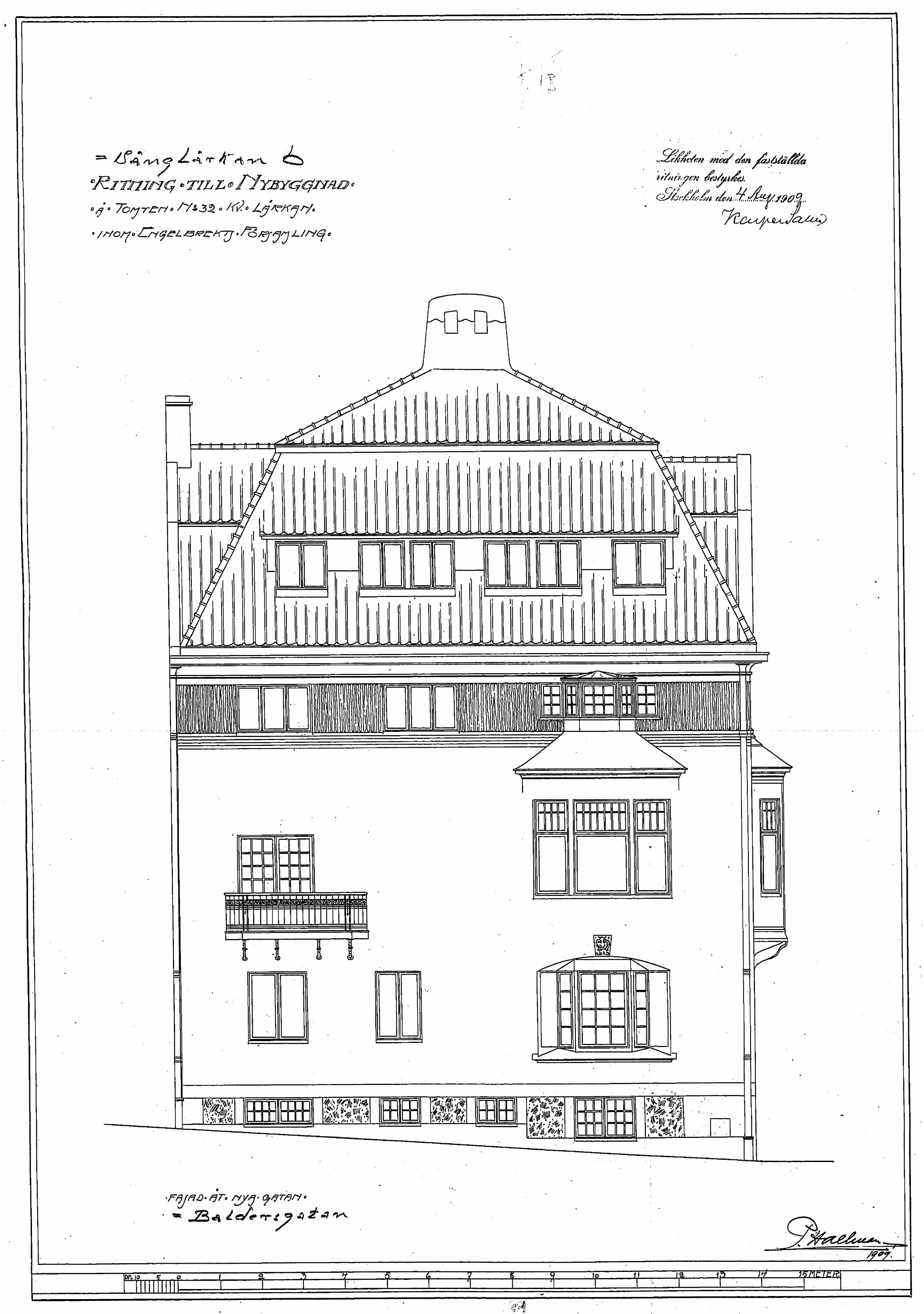
Mot Baldersgatan.
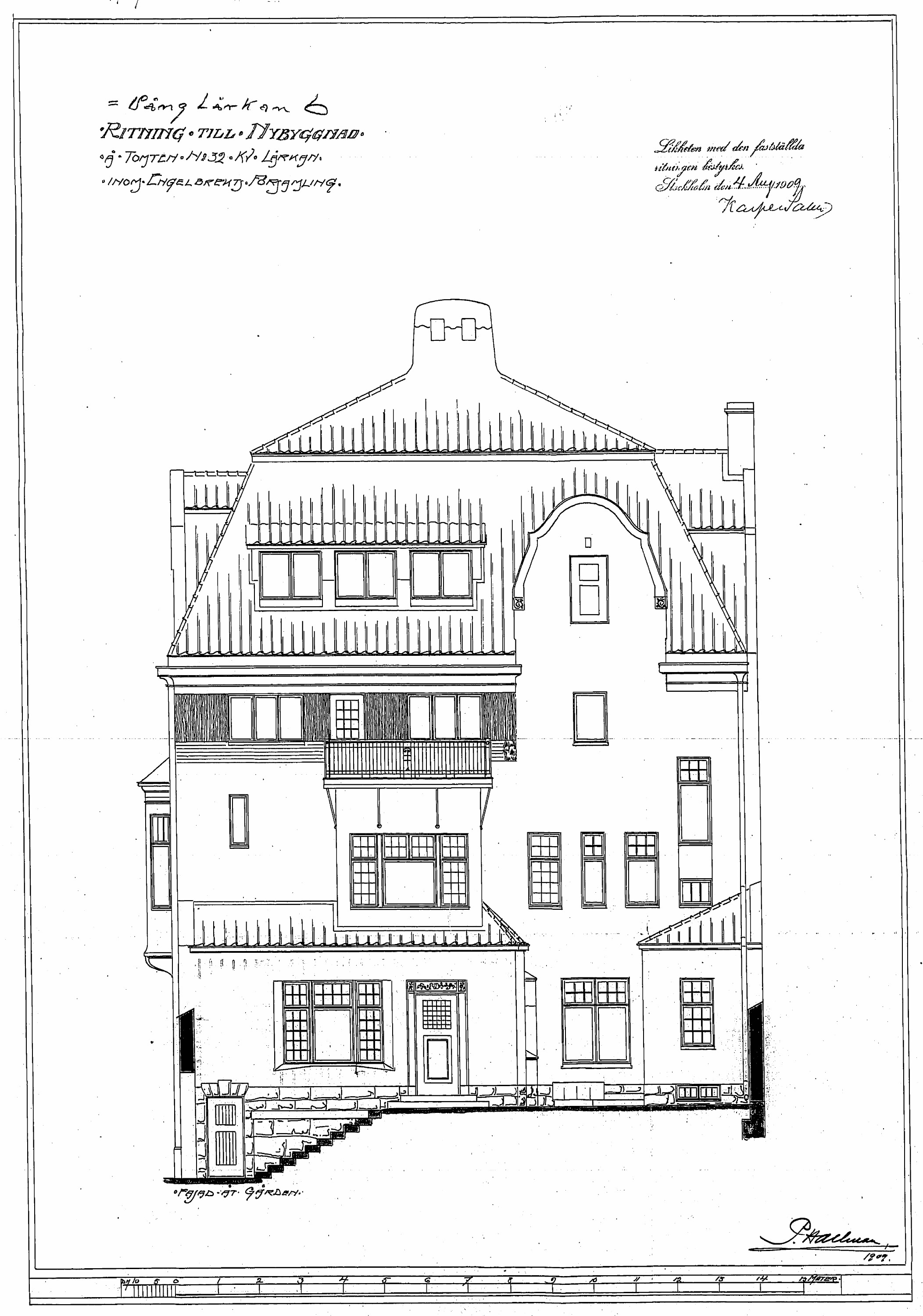
Mot trädgården.
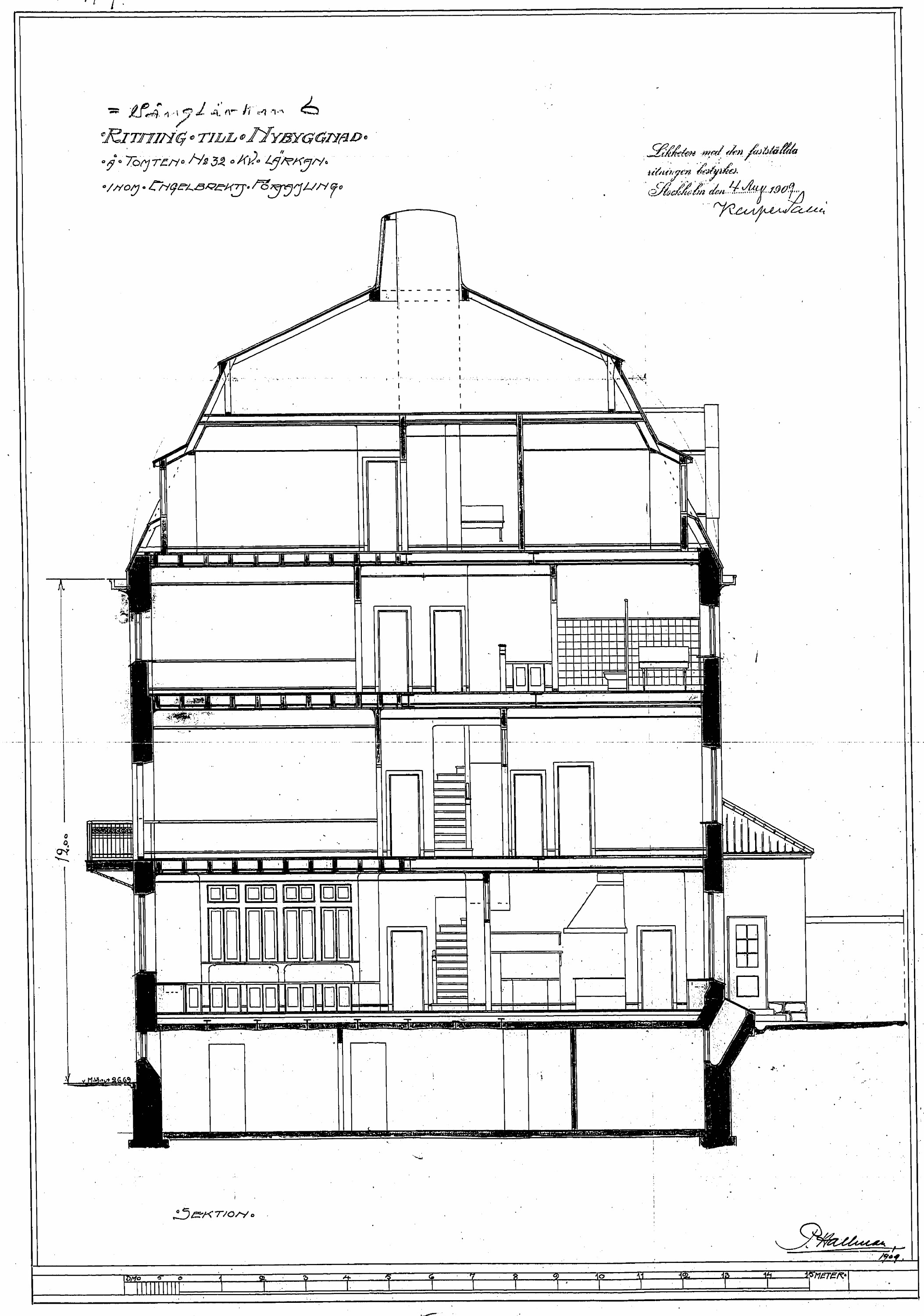
Sektion.

Hallmans originalritningar från 1906, planer
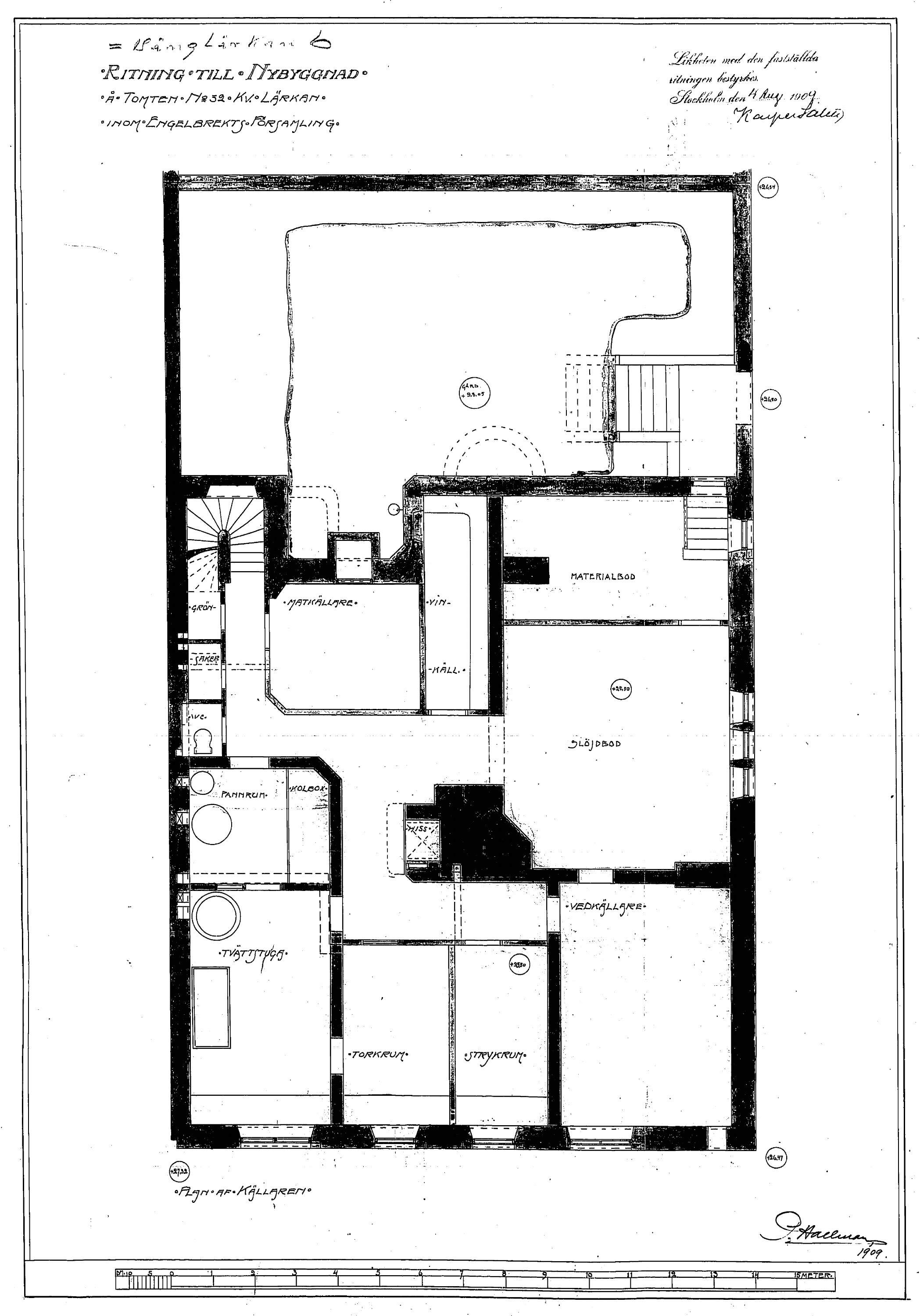
Källarvåning.
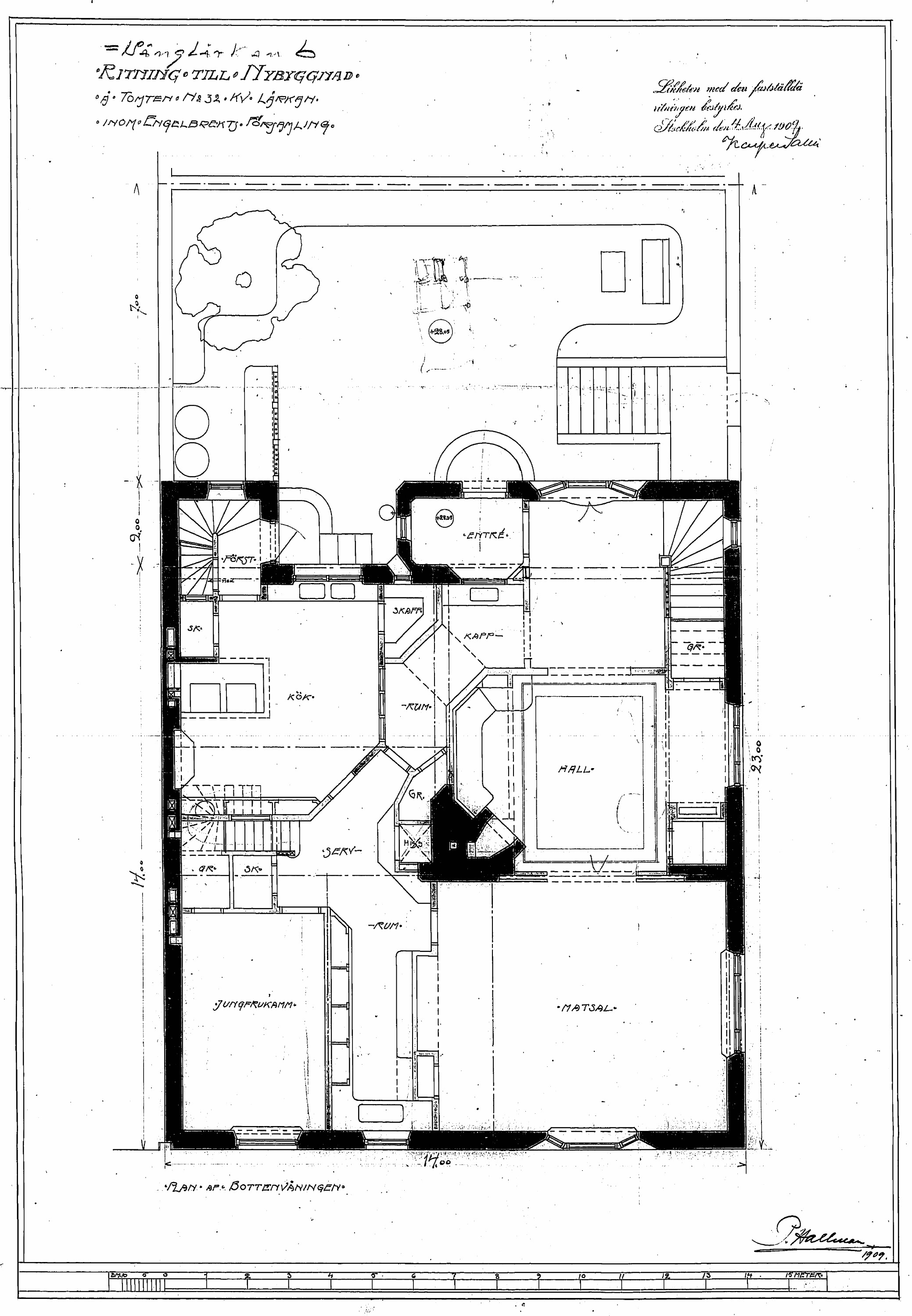
Bottenvåning.
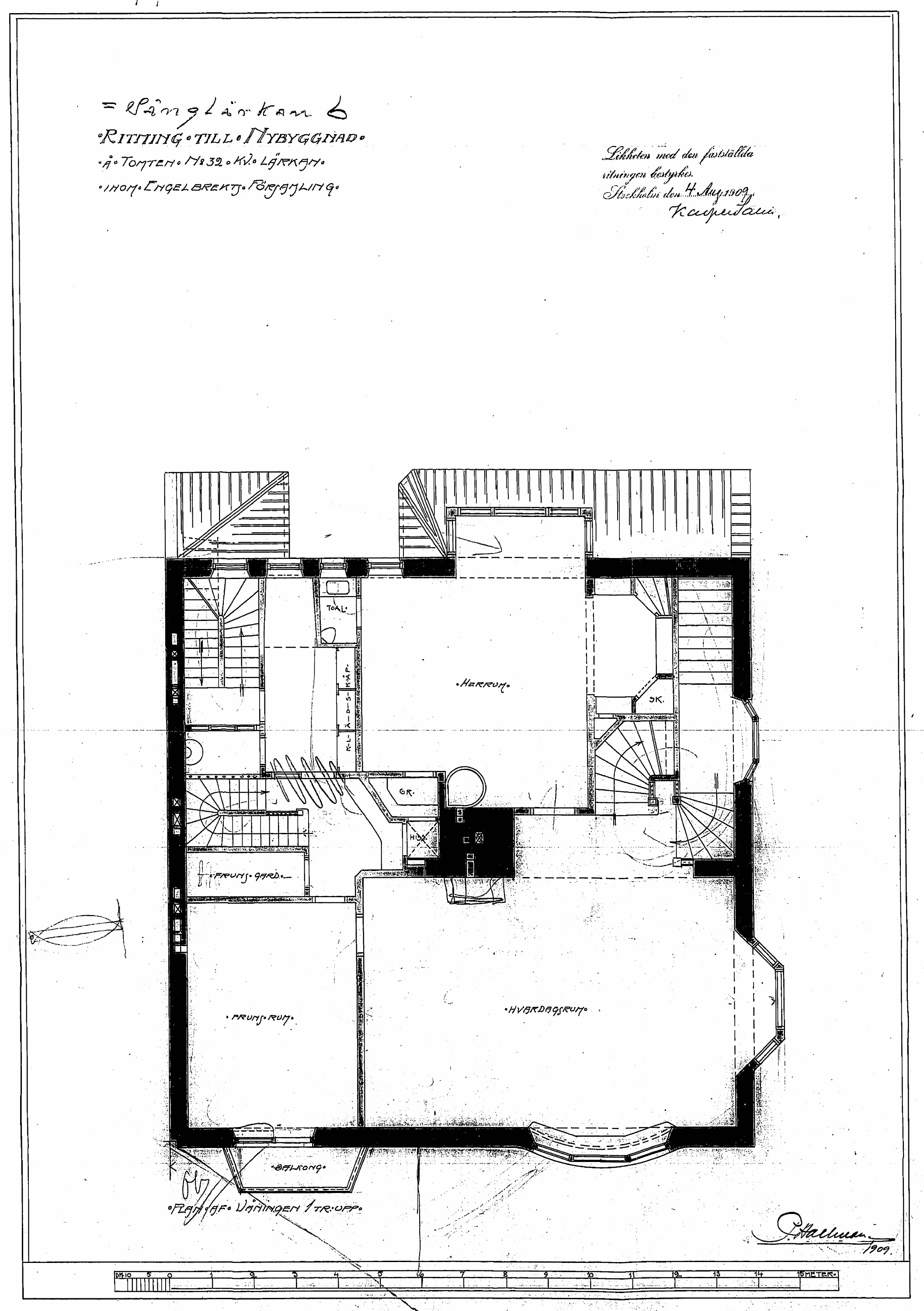
Våning 1 trappa.
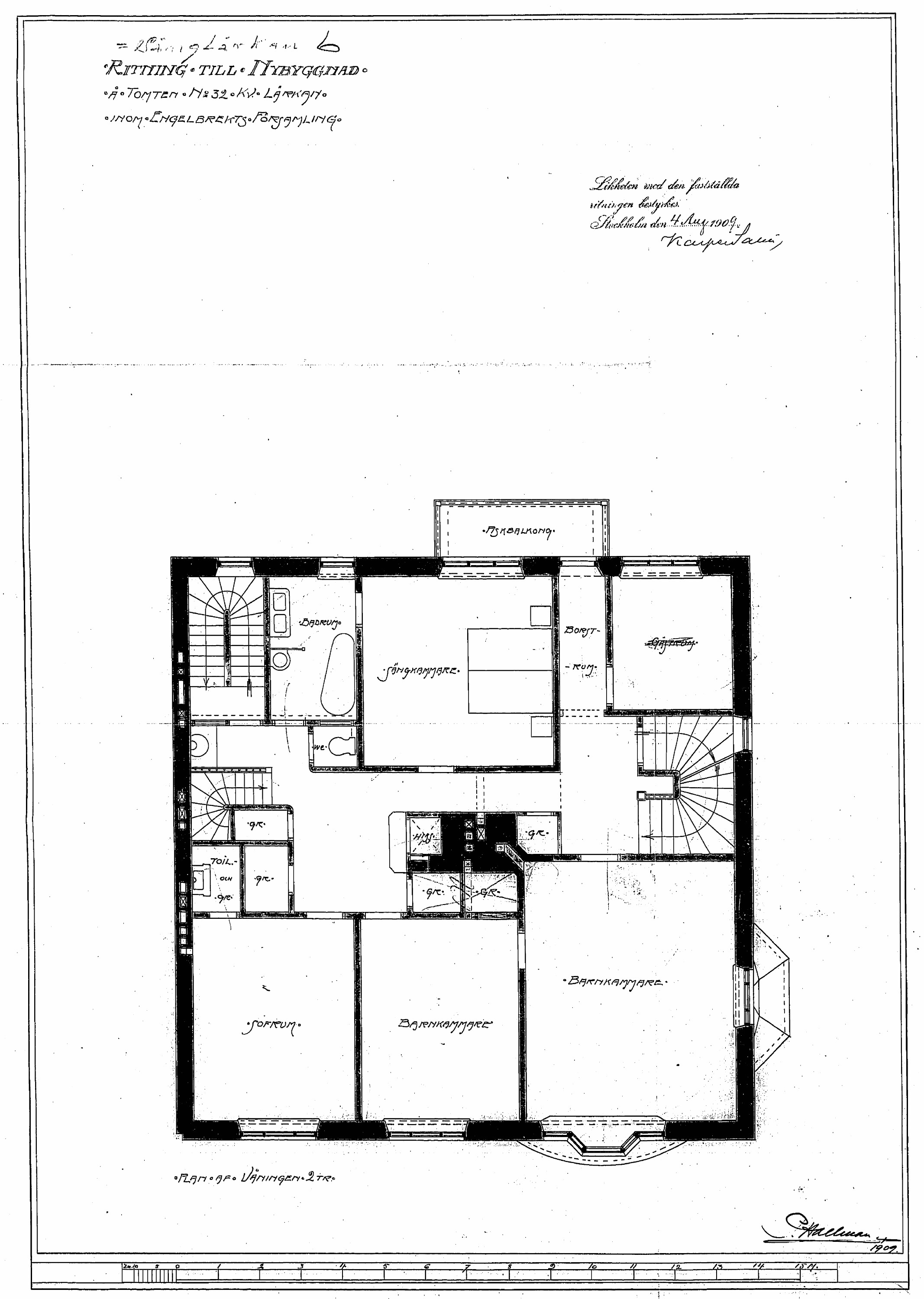
Våning 2 trappor.
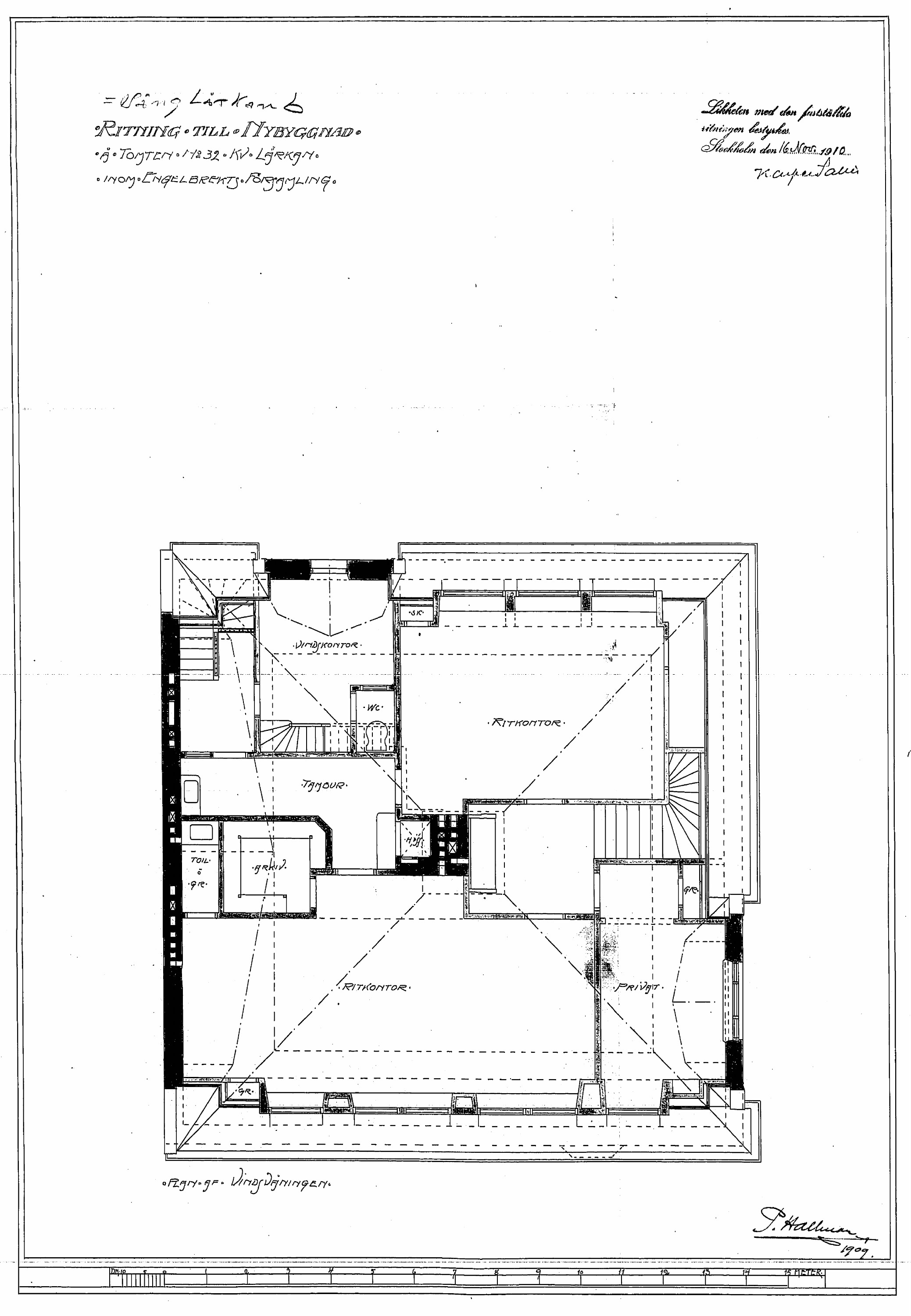
Vindsvåning.

## Husets vidare öden
Hallman bodde i sitt hus på Sånglärkan 6 under endast två år, varefter det såldes till grosshandlaren Waldemar Beijer, ägare till G&L Beijer Import & Export (sedermera Beijerinvest). År 1966 kontoriserades fastigheten efter ritningar av arkitekt Hans Åkerblad som själv flyttade in med sitt arkitektkontor. 1995 skedde en ombyggnad till studenthem som ritades av Glam arkitektkontor. För närvarande (2022) använder Opus Dei genom Stiftelsen Ateneum fastigheten Sånglärkan 6. Stiftelsens uppgift är att ge kvinnor i olika åldrar, från olika länder och varierande kulturell bakgrund utbildning på olika områden. Ateneum erbjuder även boende till universitets- och högskolestuderande i åldrarna 19 till 25 år.

### Nutida bilder

Exteriör
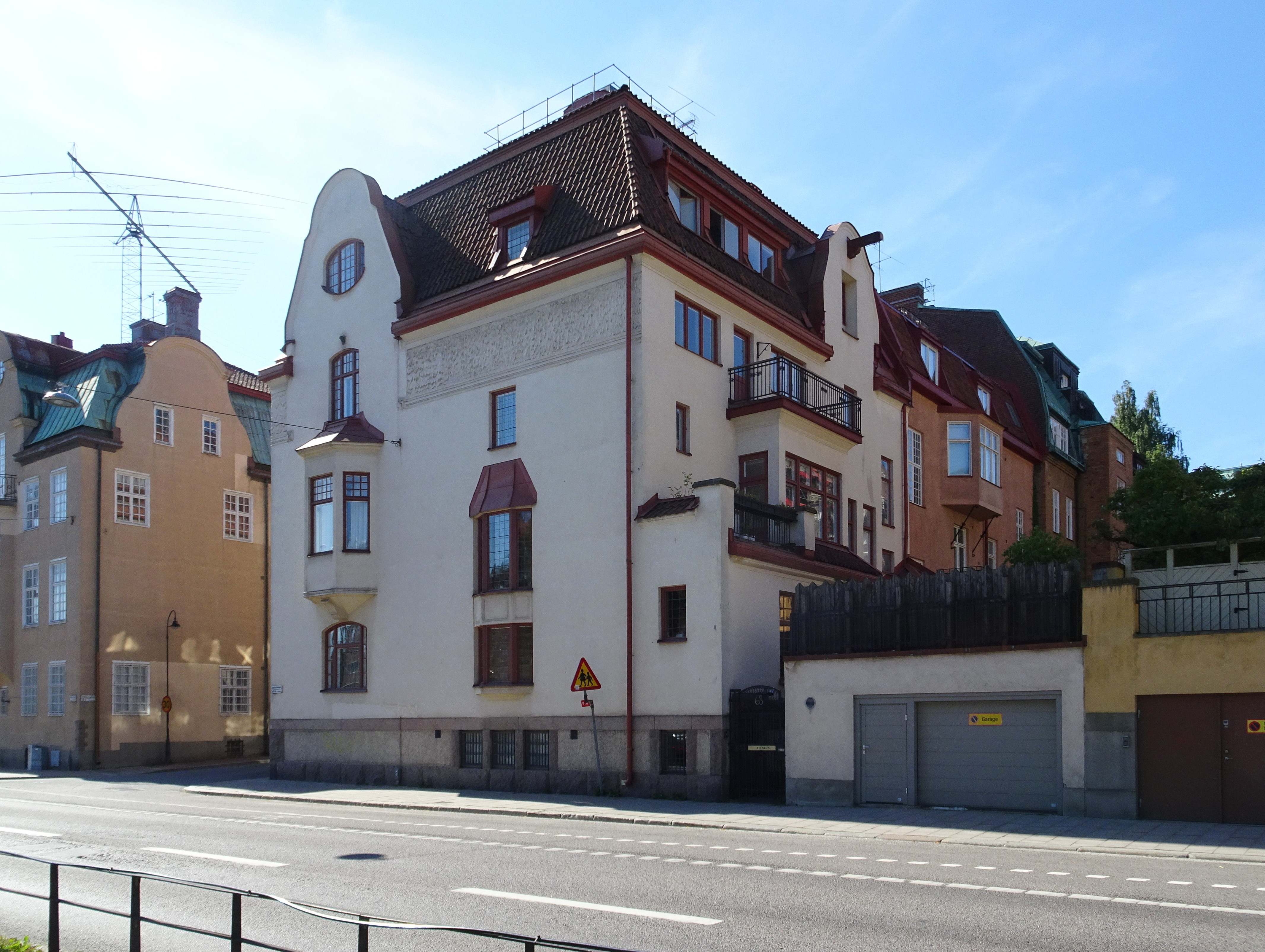
Huset sett från Valhallavägen.
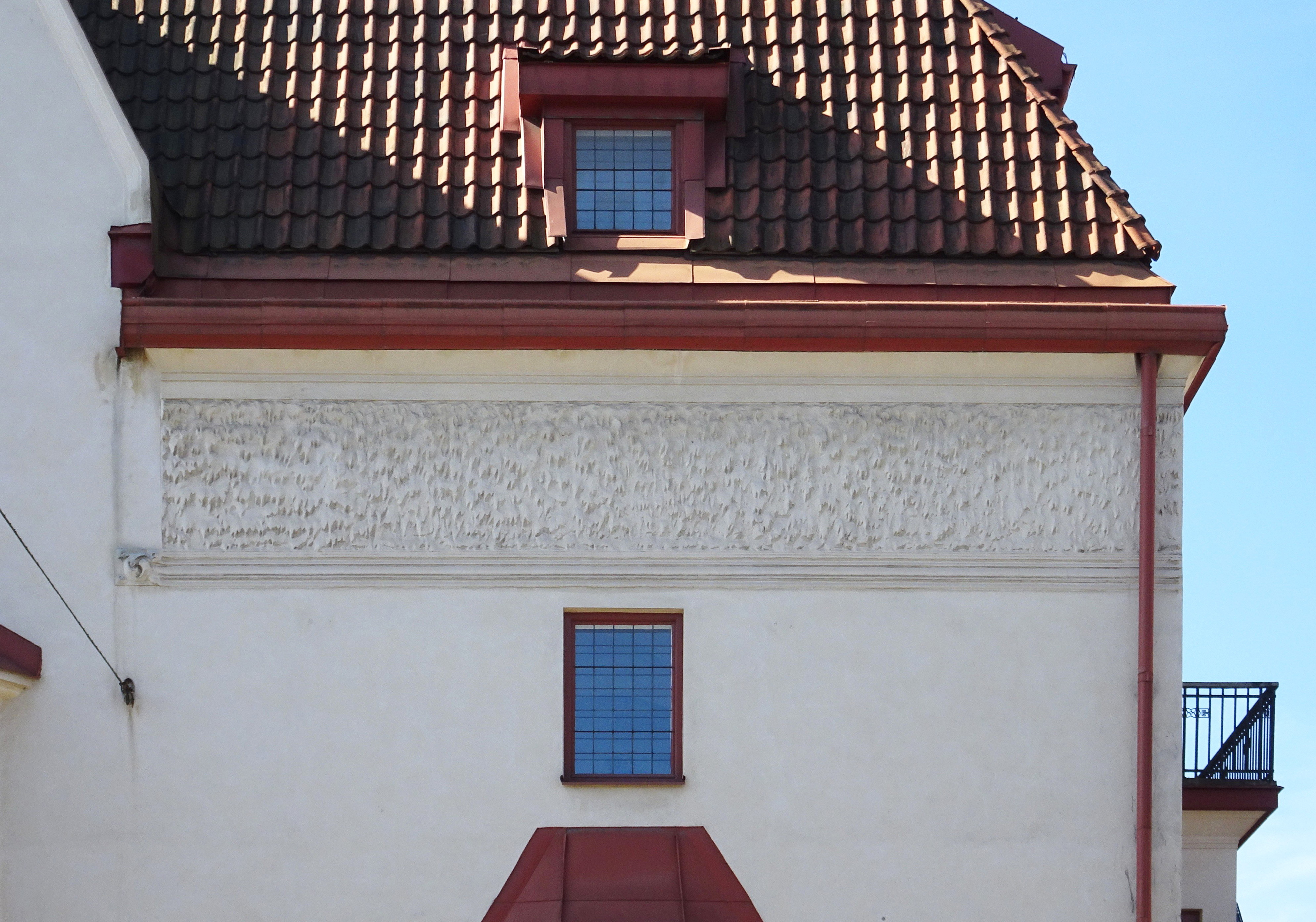
Putsdekoration på fasad mot Valhallavägen.
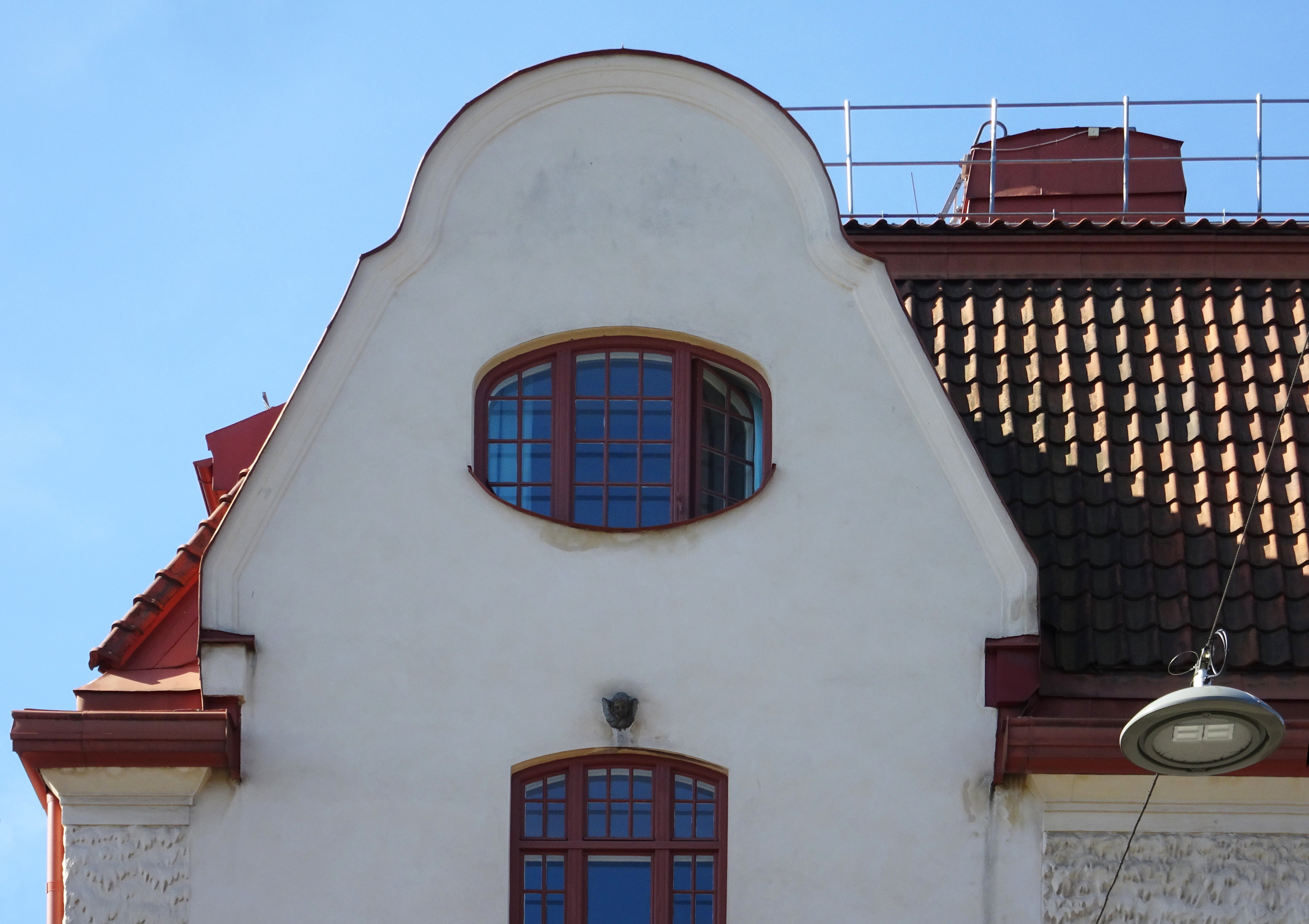
Gavel med ovala fönster till Hallmans arbetsrum.
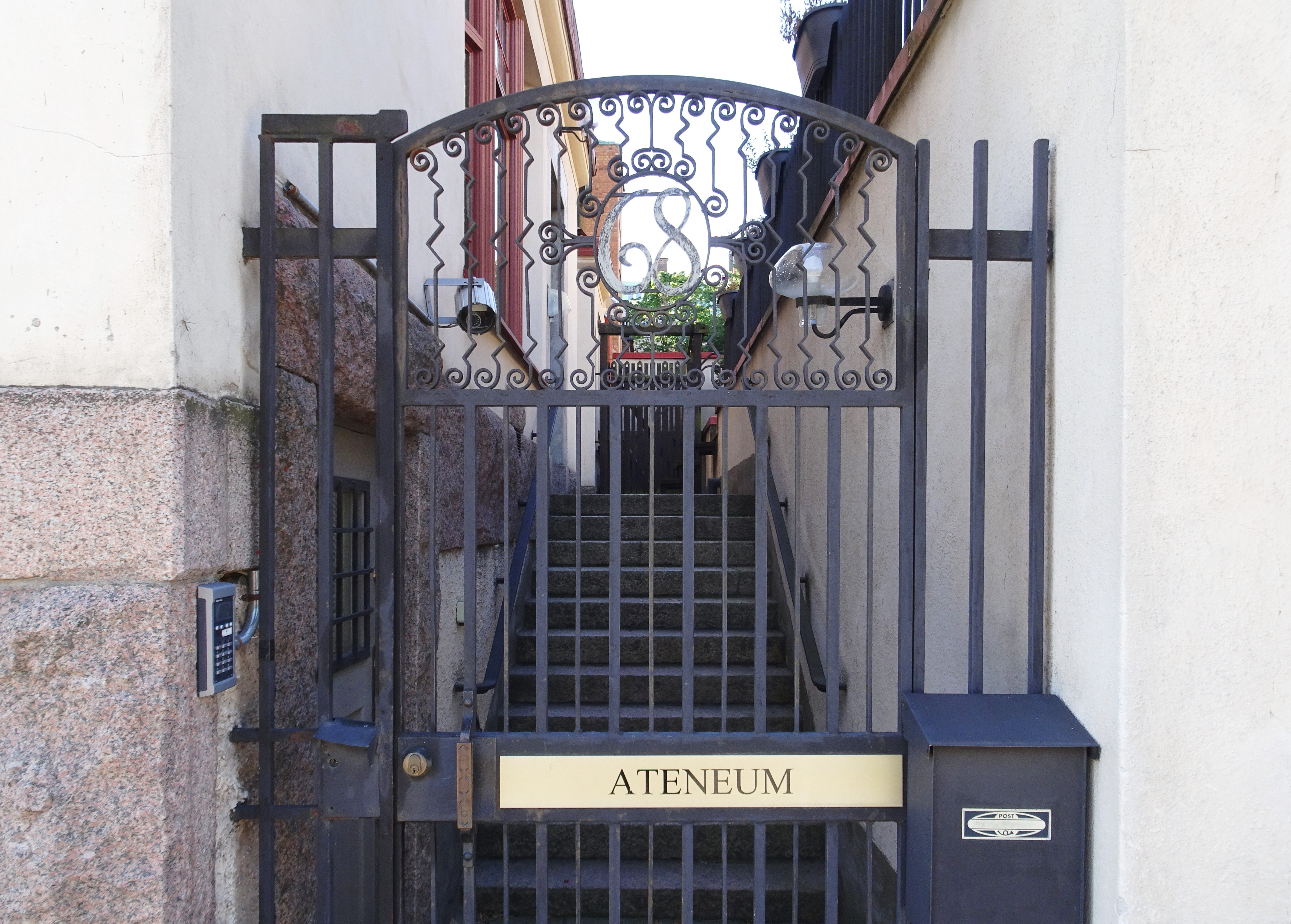
Smidesgrinden "68" från Valhallavägen.

Interiör
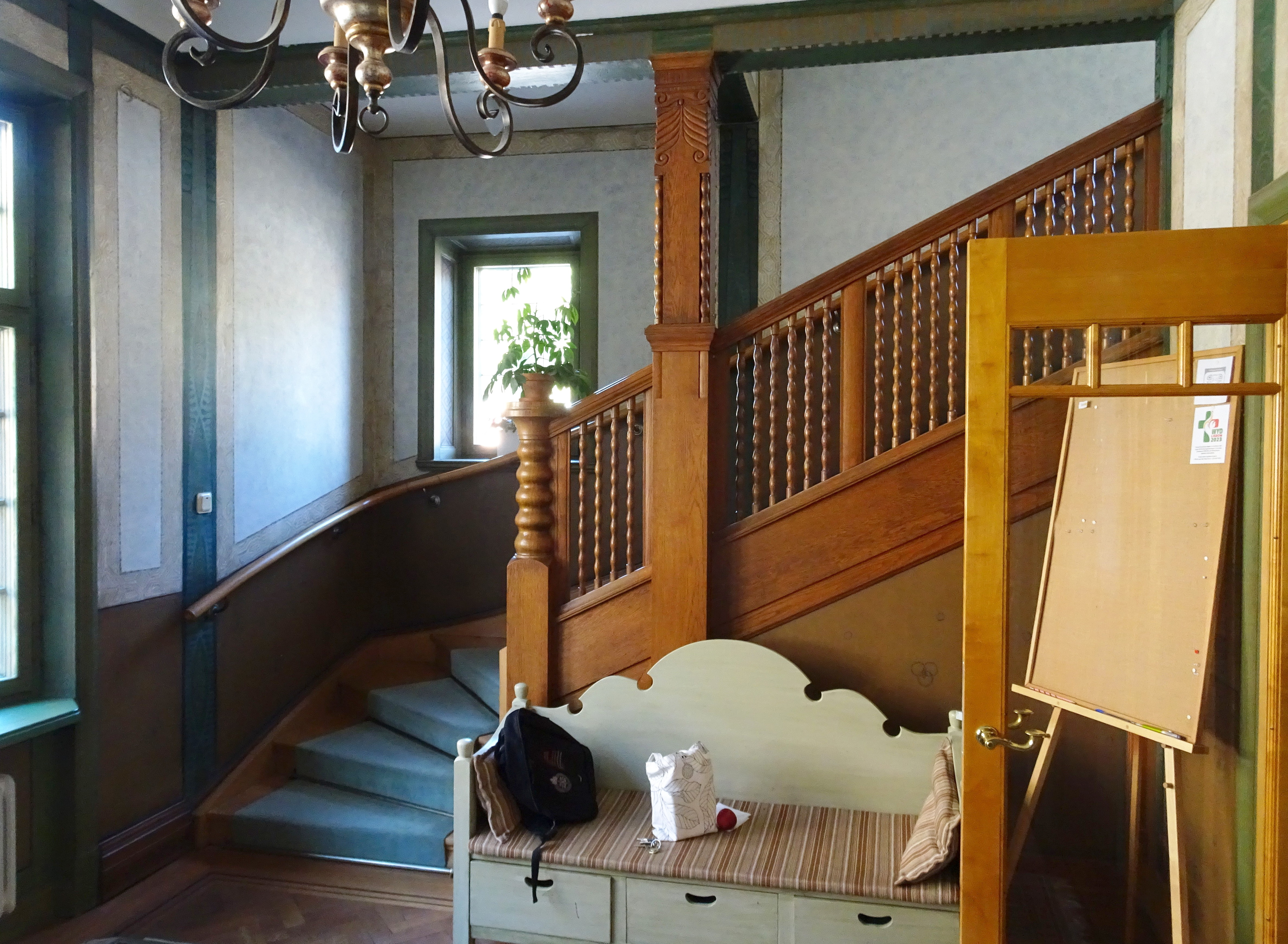
Huvudtrappan.
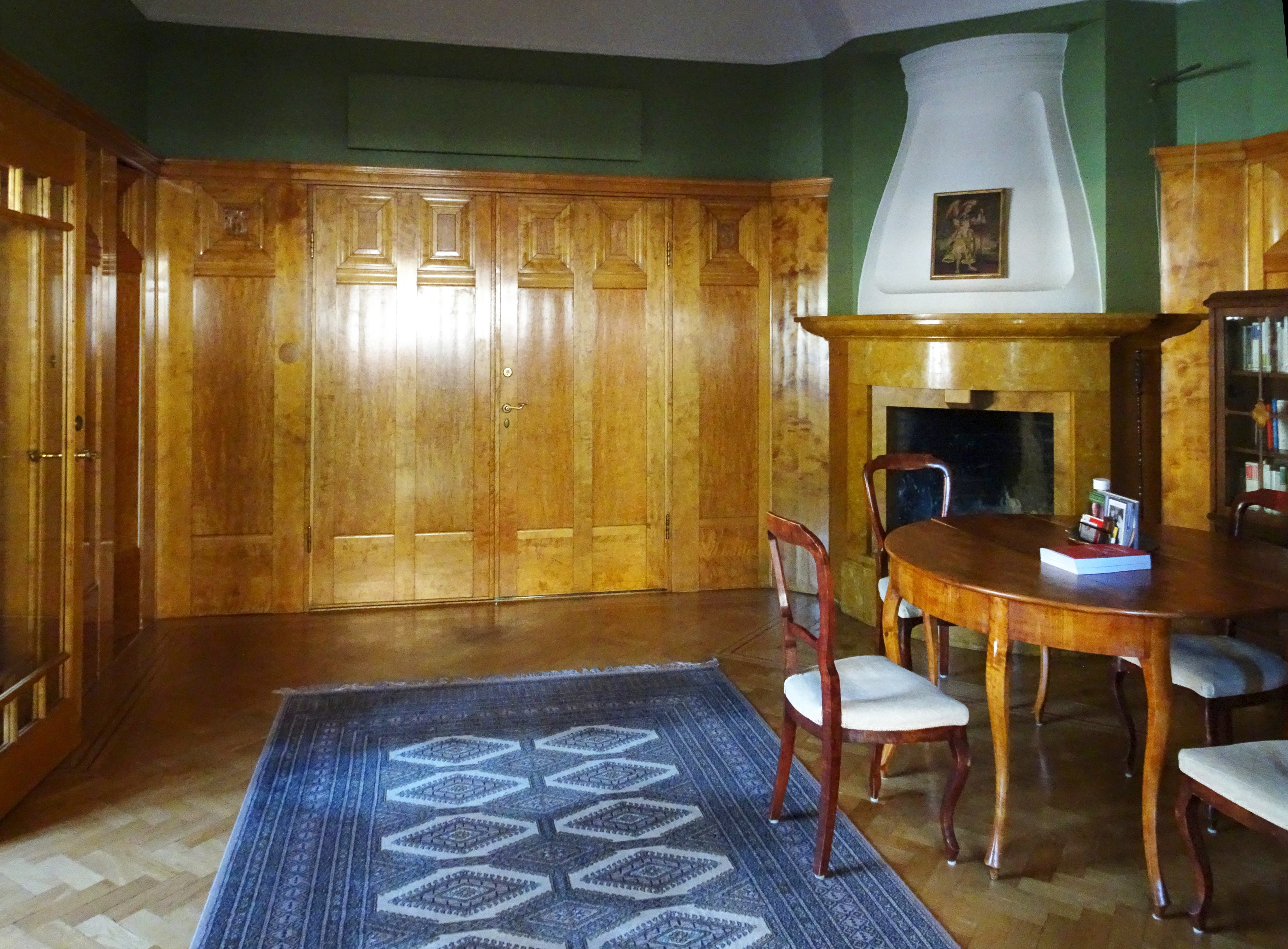
Entréhallen med öppna spisen och dörrar av polerad björk till f.d. matsalen.
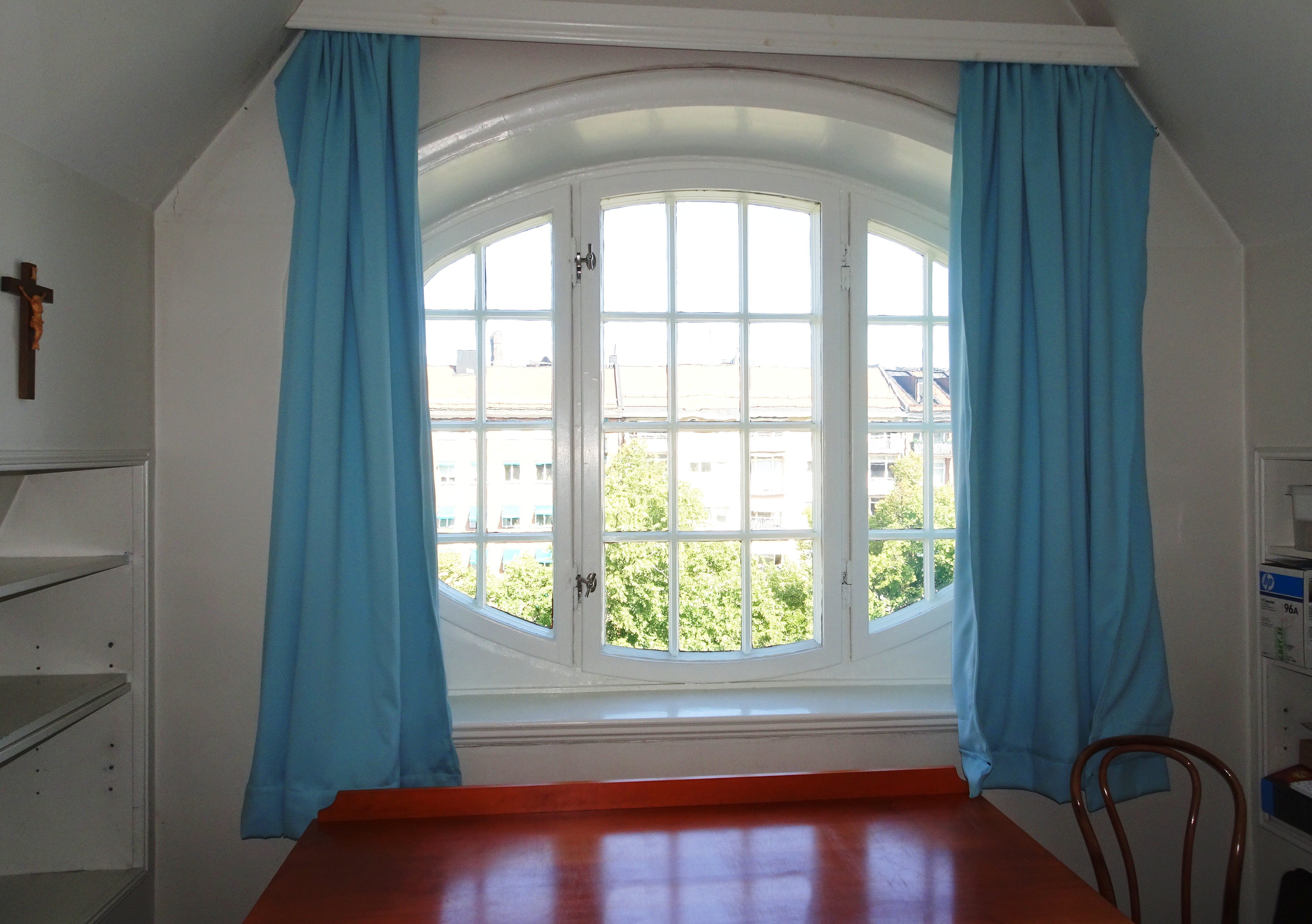
Ovala fönstret i Hallmans arbetsrum.
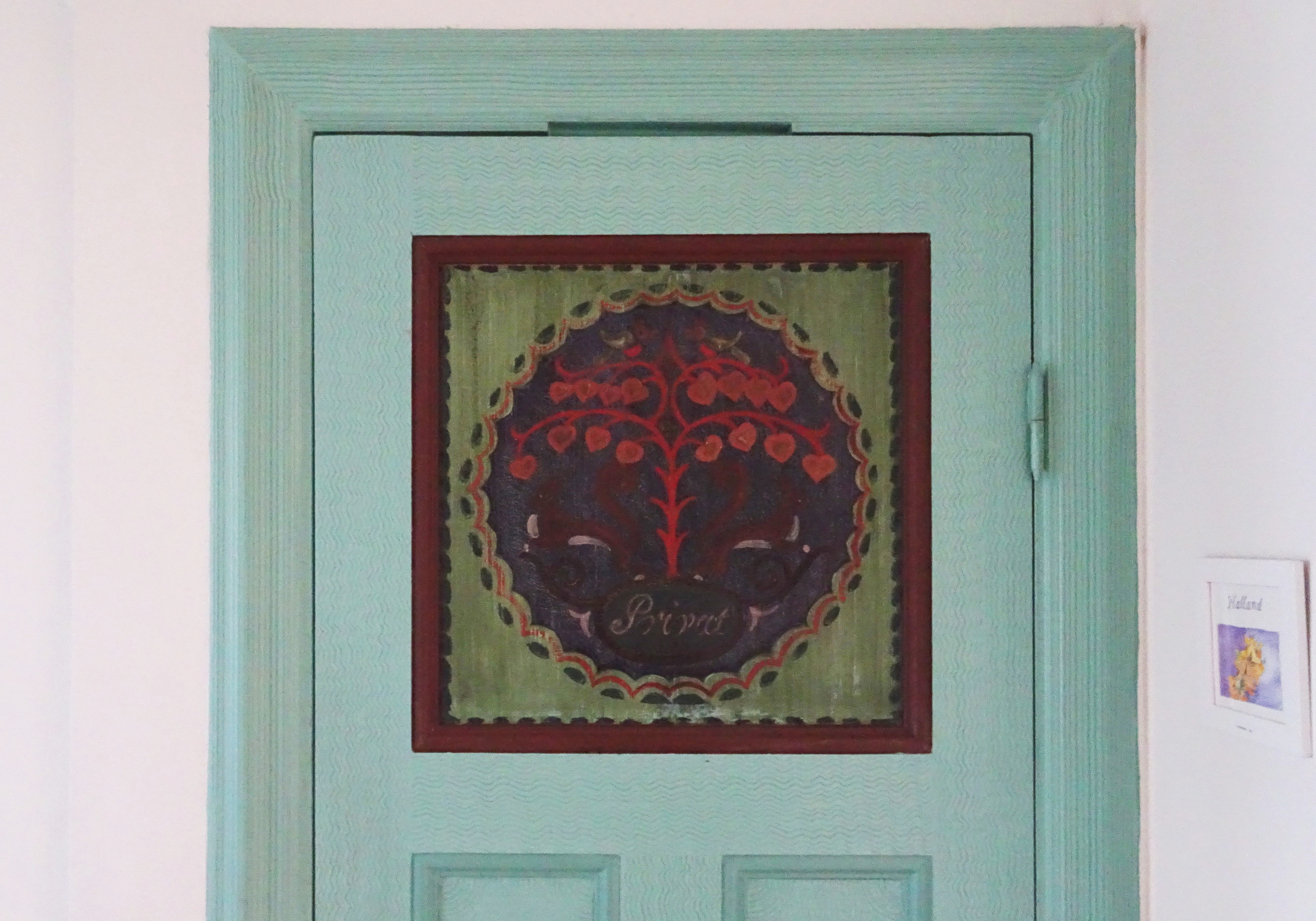
Dörrdekoration "Privat", troligen utförd av Hallman.